# Lagaan
Lagaan (tên công chiếu quốc tế: Lagaan: Once Upon a Time In India) là một phim điện ảnh chính kịch - sử thi - hành động của Ấn Độ công chiếu vào năm 2001. Phim được đạo diễn bởi Ashutosh Gowariker, sản xuất bởi Aamir Khan và Mansoor Khan, kịch bản do Gowariker và Abbas Tyrewala soạn. Aamir Khan cùng đóng với nữ diễn viên trẻ Gracy Singh, và hai diễn viên người Anh Rachel Shelley và Paul Blackthorne thủ vai phụ. Phim đã trở thành một trong những phim điện ảnh có doanh thu cao nhất lịch sử Bollywood với con số ₹250 triệu ($5.32 triệu dollar Mỹ). Phim được quay tại một ngôi làng cổ đại ở Bhuj, Ấn Độ.
Phim lấy bối cảnh Ấn Độ trong giai đoạn Raj thuộc Anh vào thời Victoria của Anh. Cốt truyện xoay quanh một ngôi làng nhỏ mà những cư trú ở đó bị đè nặng bởi sưu cao thuế nặng. Họ tìm thấy một cơ hội quý giá từ một tên viên chức kiêu ngạo thử thách họ chơi trò Cricket như một ván cá cược để không phải đóng thuế. Nhận vật chính quay cuồng với những tình huống khó khăn trong khi dân làng cố tìm hiểu một trò chơi kì dì đối với họ và nỗ lực cho một kết quả sẽ thay đổi vận mệnh ngôi làng nhỏ.
Lagaan nhận được những đánh giá chuyên môn rất tích cực từ quốc tế, đồng thời nhận được vô số giải thưởng điện ảnh thế giới và cả các giải thưởng nước nhà. Phim đã được vinh dự trở thành phim điện ảnh Ấn Độ thứ ba nhận được đề cử Giải Oscar cho phim nước ngoài hay nhất sau Mother India (1957) và Salaam Bombay!(1988). Phim là một trong những quả bom doanh thu từ rạp phim trong năm 2001. Vào 2010, phim được tạp chí Empire xếp hạng thứ 55 trong "100 phim điện ảnh thế giới hay nhất". Năm 2011, phim xuất hiện trong danh sách đặc biệt "25 phim hành động- thể thao hay nhất mọi thời đại" của Time. Phim đã được chọn để trình chiếu cuối cùng vào ngày 18 tháng 10, 2016 tại Liên hoan phim ngày Quốc khánh được tổ chức bởi giám đốc Liên hoan điện ảnh và Bộ Quốc phòng Ấn Độ, nhân dịp lễ Quốc khanh thứ 70 của Ấn Độ.